# Muerte y funeral de Mijaíl Gorbachov
El 30 de agosto de 2022, Mijaíl Gorbachov, el octavo y último líder de la Unión Soviética, murió después de una larga enfermedad en el Hospital Clínico Central de Moscú en Rusia. Gorbachov fue el último líder soviético vivo tras la muerte de Georgy Malenkov en 1988, y es el único que nació durante la existencia de la Unión Soviética. A la edad de 91 años, Gorbachov es el gobernante más longevo de Rusia hasta la fecha, habiendo vivido más que Alexander Kerensky y Vasily Kuznetsov, quienes murieron a los 89 años. El 3 de septiembre se celebró un funeral por Gorbachov y fue enterrado más tarde ese mismo día.

## Funeral
El cuerpo de Gorbachov yacía el 3 de septiembre en el Salón del Pilar de la Casa de los Sindicatos en Moscú, que históricamente se ha utilizado para celebrar funerales de estado para funcionarios y líderes de alto rango, incluido Joseph Stalin después de su muerte en 1953. En particular, a diferencia de su sucesor, Boris Yeltsin, a Gorbachov no se le concedería un funeral de estado. Sin embargo, el portavoz del Kremlin, Dmitry Peskov, anunció que a Gorbachov se le darían "elementos de un funeral de estado", como una guardia de honor y una organización gubernamental parcial. También se anunció que el presidente ruso, Vladímir Putin, no asistiría al funeral de Gorbachov, una medida que atrajo la atención de los medios. Un comunicado del Kremlin alegó que esto se debió a su apretada agenda.
Una gran participación pública dio como resultado que la vista pública del ataúd y el cuerpo encerrado de Gorbachov se extendiera de dos a cuatro horas. Esta gran asistencia de espectadores se produjo a pesar de los informes de que muchos rusos culpan a Gorbachov por lanzar reformas que causaron el caos económico y por dejar que la Unión Soviética se desmoronara. A pesar de tener elementos similares a un funeral de estado, incluida la bandera nacional que cubre el ataúd de Gorbachov mientras estaba acompañado por guardias que andaban a paso de ganso disparando tiros al aire y una pequeña banda tocando el himno ruso, se alegó que Putin evitó darle a Gorbachov un funeral de estado oficial. por lo que podría evitar estar obligado a asistir y también ser requerido para invitar a los líderes mundiales.
Entre los que asistieron al funeral de Gorbachov se encontraban familiares, amigos, embajadores extranjeros en Rusia, incluidos embajadores de los Estados Unidos, el Reino Unido y Alemania, entre otros, el primer ministro húngaro, Viktor Orbán, y figuras del gobierno ruso, incluido Dmitri Medvédev. Aparte de Orbán, no se demostró que asistieran otros líderes extranjeros. Presidiendo la procesión fúnebre estaba el amigo cercano de Gorbachov y premio Nobel de la paz, Dmitry Muratov. Gorbachov fue enterrado el mismo día en el cementerio Novodevichy de Moscú junto a su esposa, Raisa Gorbacheva, de acuerdo con su testamento.

## Reacciones

### Doméstico

#### Reacción política
El presidente ruso, Vladímir Putin, expresó su "más sentido pésame" a Gorbachov tras su muerte y anunció que enviaría un telegrama de condolencias a la familia y amigos de Gorbachov. Naina Yeltsina, viuda del expresidente ruso Boris Yeltsin, dijo que Gorbachov "quería sinceramente cambiar el sistema soviético" y transformar la URSS en un "Estado libre y pacífico". El primer ministro ruso, Mijaíl Mishustin, llamó a Gorbachov "un estadista brillante".
El diputado de la Duma estatal Vitaly Milonov (Rusia Unida) fue menos positivo en su perspectiva de Gorbachov, argumentando que Gorbachov era "peor que Hitler para Rusia". Gennady Zyuganov, secretario general del Partido Comunista de la Federación Rusia, dijo a TASS que Gorbachov fue un líder cuyo gobierno trajo “absoluta tristeza, desgracia y problemas” para “todos los pueblos de nuestro país”.

#### Reacción más amplia
Aunque Gorbachov fue llorado en el mundo occidental, las reacciones a su muerte dentro de Rusia fueron menos positivas. Al informar sobre la muerte de Gorbachov, los medios rusos tenían poco que decir sobre su muerte; El periódico sensacionalista ruso Komsomolskaya Pravda afirmó que Gorbachov había "cambiado el mundo de manera demasiado irreversible para sus oponentes ideológicos".
El líder de la oposición rusa Alexei Navalny, en una serie de tuits, ofreció sus condolencias a la familia y amigos de Gorbachov, afirmando que el legado de Gorbachov sería "evaluado mucho más favorablemente por la posteridad que por los contemporáneos". El aliado de Navalny, Lyubov Sobol, ofreció un sentimiento similar, afirmando que la disolución de la Unión Soviética era inevitable y que "se seguirá apreciando el papel de Gorbachov en la historia de Rusia". El periodista liberal Dmitry Muratov, editor del periódico de oposición prohibido Novaya Gazeta, escribió en un artículo que Gorbachov les dio a los rusos “treinta años de paz sin la amenaza de una guerra nuclear global”. Pensamientos similares fueron repetidos por Alexei Venediktov, editor de la prohibida estación de radio Eco de Moscú.
El ex rabino jefe ruso Pinchas Goldschmid elogió a Gorbachov por levantar las restricciones de viaje a los ciudadanos soviéticos, argumentando que "tres millones de judíos soviéticos le deben su libertad".

### Internacional

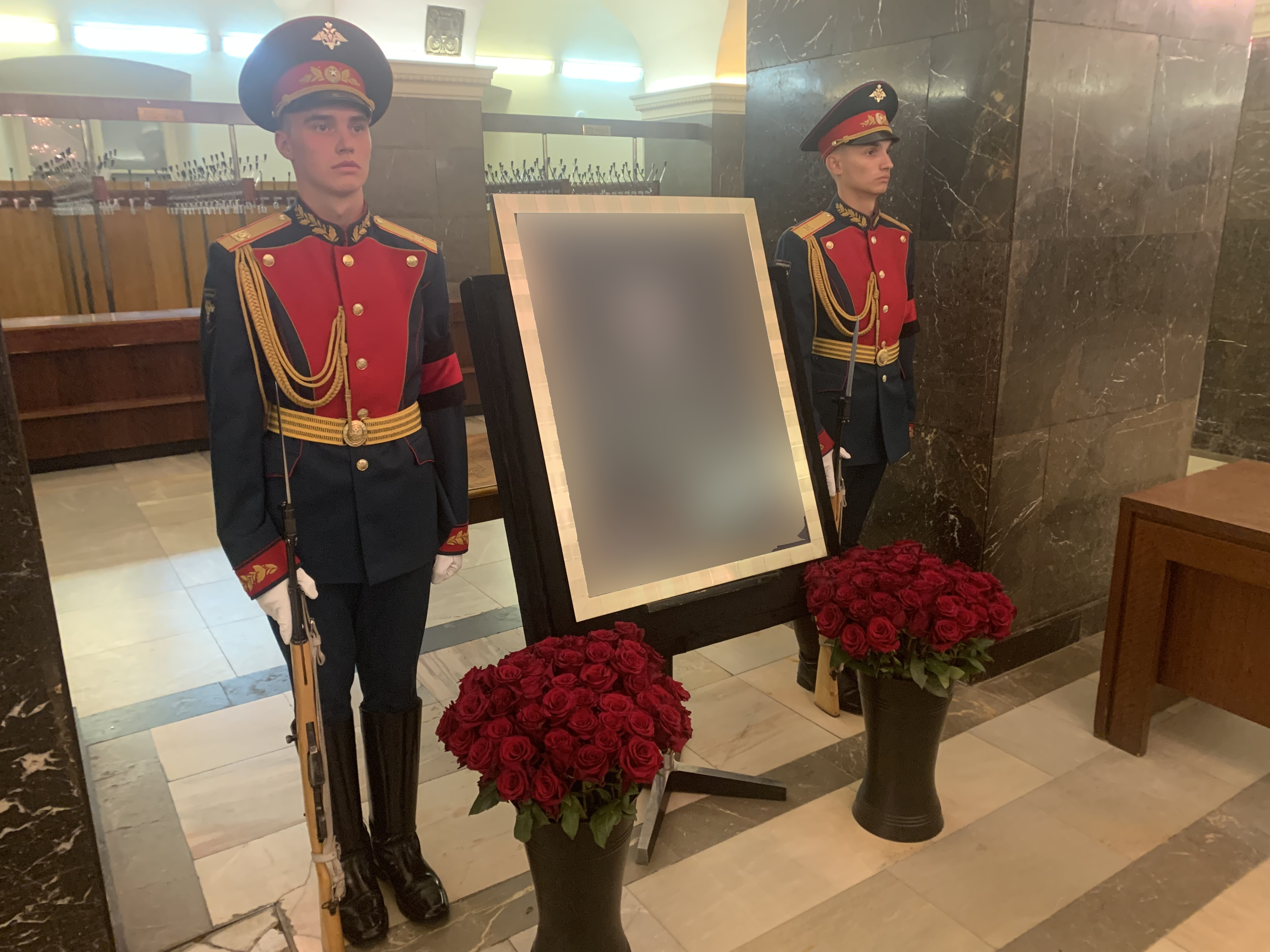
El retrato de Mijaíl Gorbachov se encuentra con el público en la Sala de las Columnas.

Los aliados de Gorbachov fueron positivos en su reflexión póstuma sobre él. El exsecretario de Estado de los Estados Unidos, James Baker III, que se desempeñó como Jefe de Gabinete de la Casa Blanca durante la administración Reagan, describió a Gorbachov como "un gigante que condujo a su gran nación hacia la democracia". La Fundación Reagan emitió una declaración en memoria de Gorbachov.
António Guterres, Secretario General de las Naciones Unidas, describió a Gorbachov como "un estadista único en su tipo que cambió el curso de la historia", y agregó que "[h]i hizo más que cualquier otro individuo para traer sobre el fin pacífico de la Guerra Fría".
En Europa, la presidenta de la Comisión Europea, Ursula von der Leyen, llamó a Gorbachov un "líder confiable y respetado". La presidenta del Parlamento Europeo, Roberta Metsola, se hizo eco de declaraciones similares.
La reina Isabel II en su mensaje al pueblo ruso sobre la muerte de Gorbachov recordó "mucha calidez" de su visita de estado a Gran Bretaña en 1989, afirmando que "a través de su coraje y visión, se ganó la admiración, el afecto y el respeto del pueblo británico". Su declaración personal fue hecha pública por la Embajada del Reino Unido, Moscú en su cuenta oficial de Vkontakte.
La excanciller alemana Angela Merkel hizo referencia a la caída del Muro de Berlín en su declaración sobre la muerte de Gorbachov. Merkel, que proviene de Alemania Oriental, dijo que "el mundo ha perdido a un líder mundial único en su tipo" y que "escribió la historia". Asimismo, el actual canciller alemán Olaf Scholz comentó sobre Gorbachov disolviendo la Cortina de Hierro. El presidente francés, Emmanuel Macron, al igual que Merkel, señaló que Gorbachov "cambió la historia común".

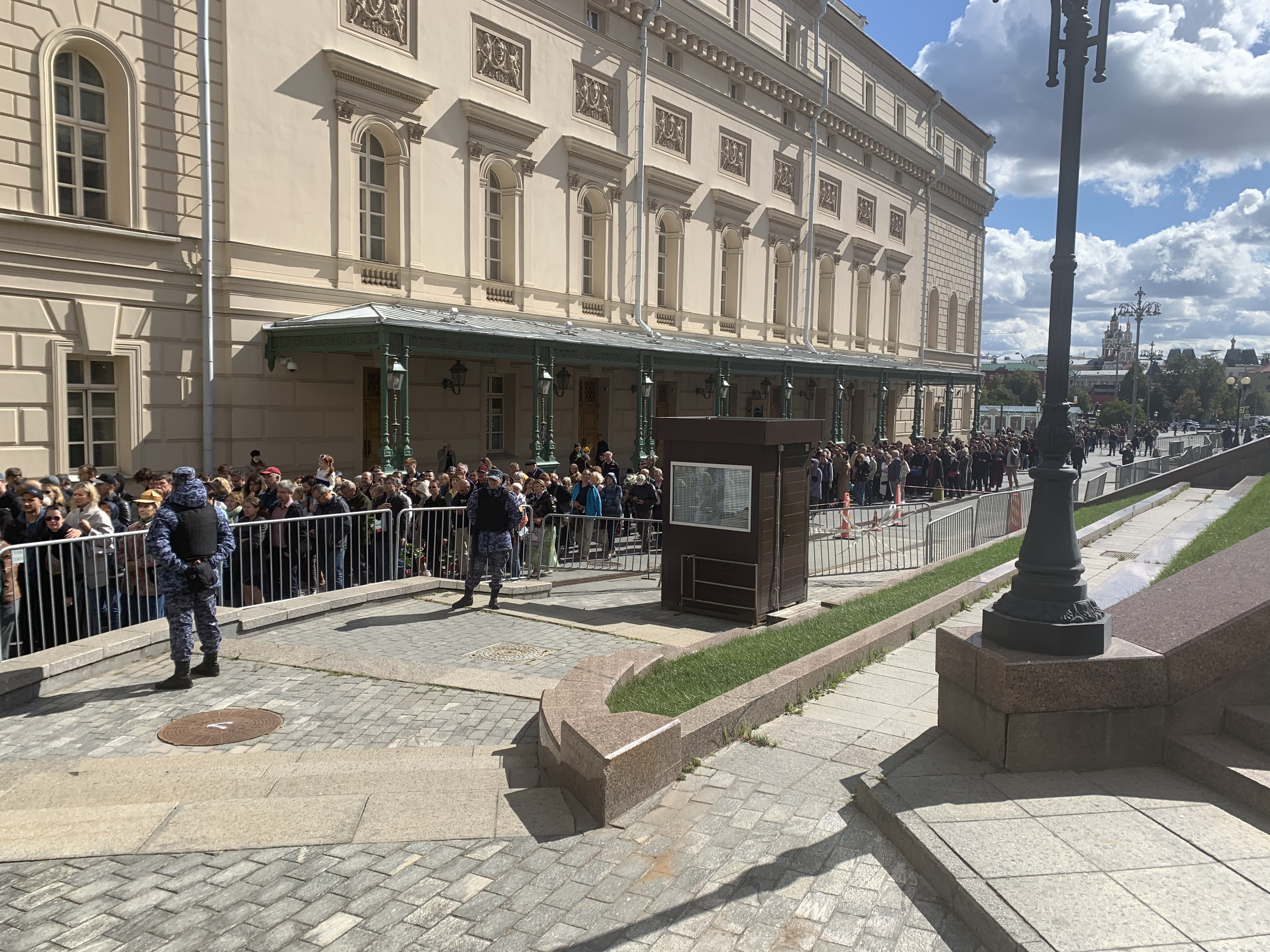
Miles de personas que deseaban despedirse de Gorbachov se extendieron desde Theatre Square a través de Kopevsky Lane y Bolshaya Dmitrovka.

El primer ministro australiano, Anthony Albanese, llamó a Gorbachov un "hombre de calidez, esperanza, determinación y enorme coraje". El ex primer ministro Paul Keating también envió sus condolencias.
A través de una secretaría de prensa, el presidente búlgaro, Rumen Radev, expresó su pésame a la familia de Gorbachov, citando la creencia de Gorbachov en el libre albedrío como catalizador para la unificación de Europa. El presidente rumano Klaus Iohannis y el expresidente Ion Iliescu hicieron comentarios a raíz de su muerte.
El primer ministro canadiense, Justin Trudeau, elogió a Gorbachov por sus logros durante su tiempo. El ex primer ministro Brian Mulroney también envió sus condolencias.
El presidente de los Estados Unidos, Joe Biden, a quien Gorbachov conoció en 2009 después de una visita a la Casa Blanca, señaló los paradigmas de glasnost y perestroika de Gorbachov y lo elogió por trabajar con Ronald Reagan para poner fin a la carrera armamentista nuclear.
El presidente israelí, Isaac Herzog, describió a Gorbachov como un "líder valiente y visionario".
El primer ministro japonés Fumio Kishida, en una rueda de prensa, elogió a Gorbachov por "apoyar la abolición de las armas nucleares"; Kishida proviene de Hiroshima.
El portavoz del Ministerio de Relaciones Exteriores de China, Zhao Lijian, expresó sus condolencias a la familia de Gorbachov y afirmó que "hizo una contribución positiva a la normalización de las relaciones entre China y la Unión Soviética". A pesar de las condolencias de Zhao, la muerte de Gorbachov tuvo reacciones encontradas en China, donde se le atribuyó la normalización de las relaciones chino-soviéticas, pero al mismo tiempo se lo vio negativamente por provocar la disolución de la Unión Soviética, ya que el Partido Comunista Chino ve la caída de la Unión Soviética. Unión Soviética una "gran catástrofe ideológica que arrojó una sombra sobre su propio futuro".